# Христианство в Сирии
Христиане в Сирии составляют около 10 % населения. В Сирии есть греческая православная церковь, небольшое количество протестантов.

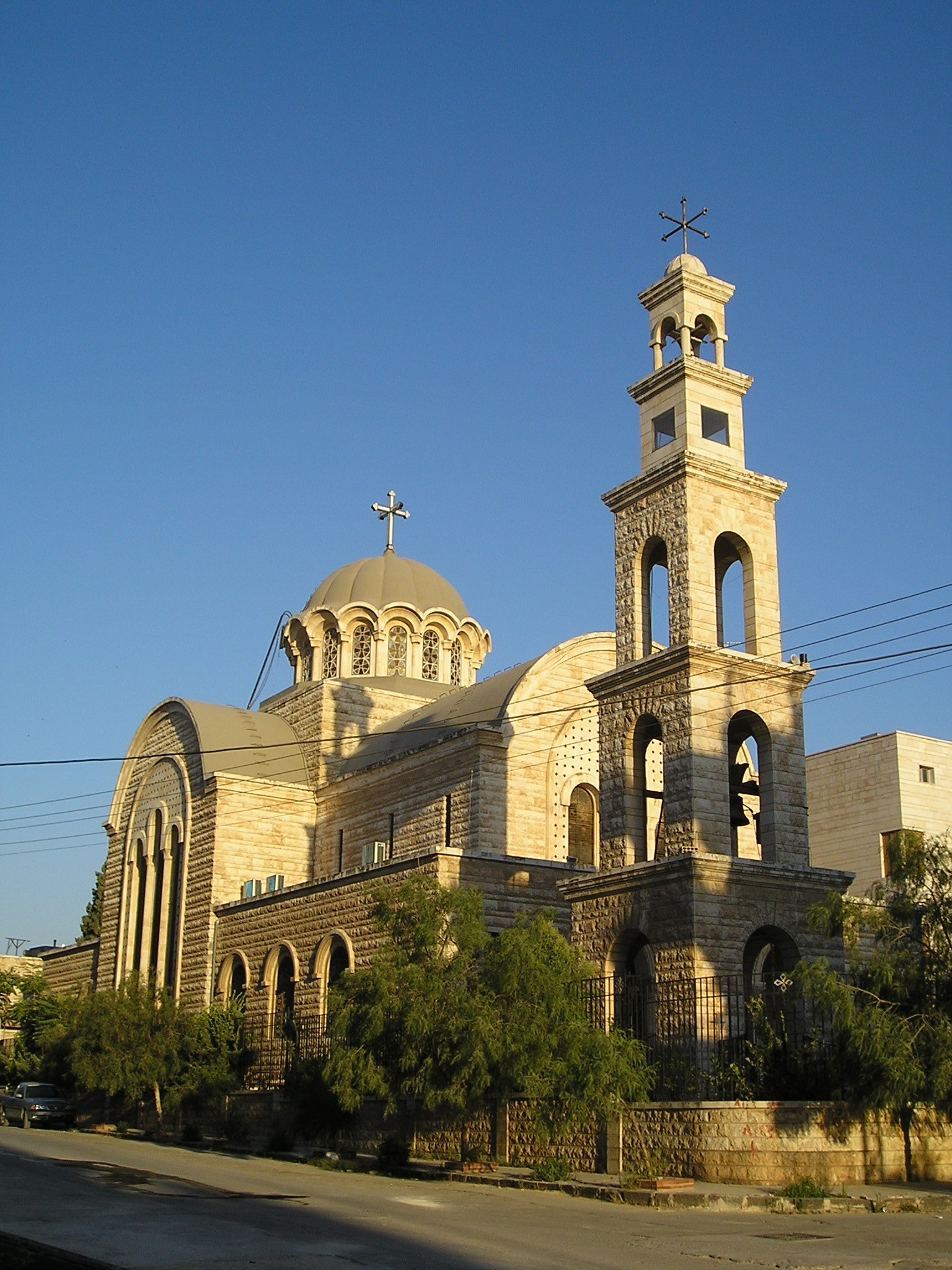
Антиохийская православная церковь в Хаме, Сирия

## Положение христиан в Сирии
Дамаск был одним из первых регионов, где апостол Павел начал проповедовать христианство. В то время христиан в Дамаске было больше, чем в других городах. Но во время империи Омейядов распространился ислам, и многие стали мусульманами.
Христианских церквей в Дамаске много. Службы проходят каждое воскресенье. Христианские школы отдыхают в субботу и воскресенье, как в выходные дни, в то время как официальные сирийские выходные выпадают на пятницу и субботу.
Сирийские христиане имеют свои собственные суды, которые занимаются гражданскими делами, такими как брак, развод и т. д. Они основываются на учении Библии.

## Дополнительная информация
Первой по величине христианской конфессией в Сирии является православие, представленное Антиохийской православной церковью. Вторая по величине община — Армянская апостольская Церковь.
Есть несколько социальных различий между христианами и мусульманами. Многие живут в Дамаске, Алеппо, Хаме, или Латакии. Сравнительно больше христиан, чем мусульман, имеют образование выше среднего уровня и т. п.

## Христианская церковь
Основная христианская церковь в Сирии — Восточная православная, но христианство в Сирии не является монолитным, а представлено разными церквями, в том числе:
- православными,
- яковитами,
- сиро-католиками,
- армяно-григорианами,
- армяно-католиками,
- маронитами,
- протестантами,
- католиками латинского обряда,
- грекокатоликами.

### Протестанты

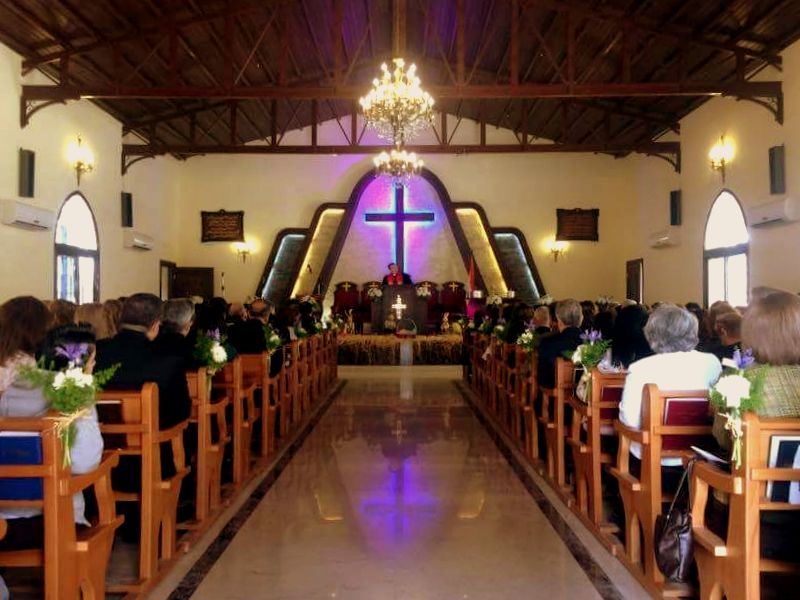
Богослужение в протестантской церкви в Алеппо, 2016 год

Первые протестантские миссии обосновались в Сирии в XIX веке. Это были преимущественно американские реформаты. После Первой мировой войны из соседней Турции в Сирию бежали значительное число армян, среди которых были протестанты-реформаты. Ими был создан Союз армянских евангельских церквей Ближнего Востока. После Второй мировой войны в Сирии начали деятельность баптисты, пятидесятники и др.
В 2010 году в стране проживали 40 тыс. протестантов. Свыше половины из них являлись прихожанами церквей реформатской традиции. Общины перфекционистов, баптистов, пятидесятников и др. евангельских христиан были относительно немногочисленными. Помимо духовной работы, сирийские протестанты вовлечены в социальное служение, включая ряд медицинских и общеобразовательных проектов. Так, с 1855 года в Хомсе действует частная Национальная евангелическая школа, в которой одновременно обучается более 2 тыс. детей разной религиозной принадлежности.

## Христиане в городах
Христиане всей Сирии составляют большинство населения во многих провинциях и городах, главным образом в Алеппо, Хомс был и является вторым по величине христианским населением.

## Галерея

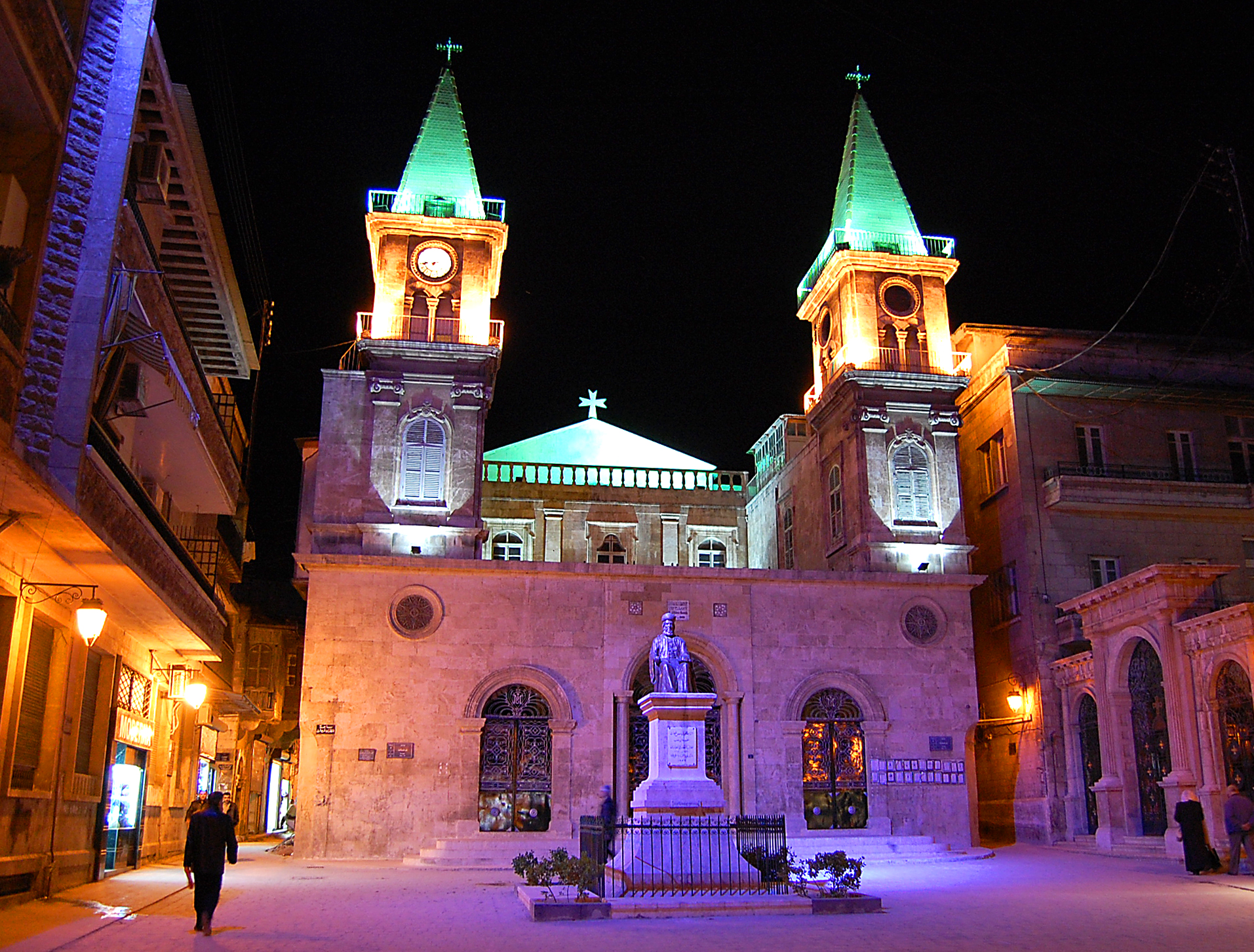
Маронитская церковь св. Элиаса
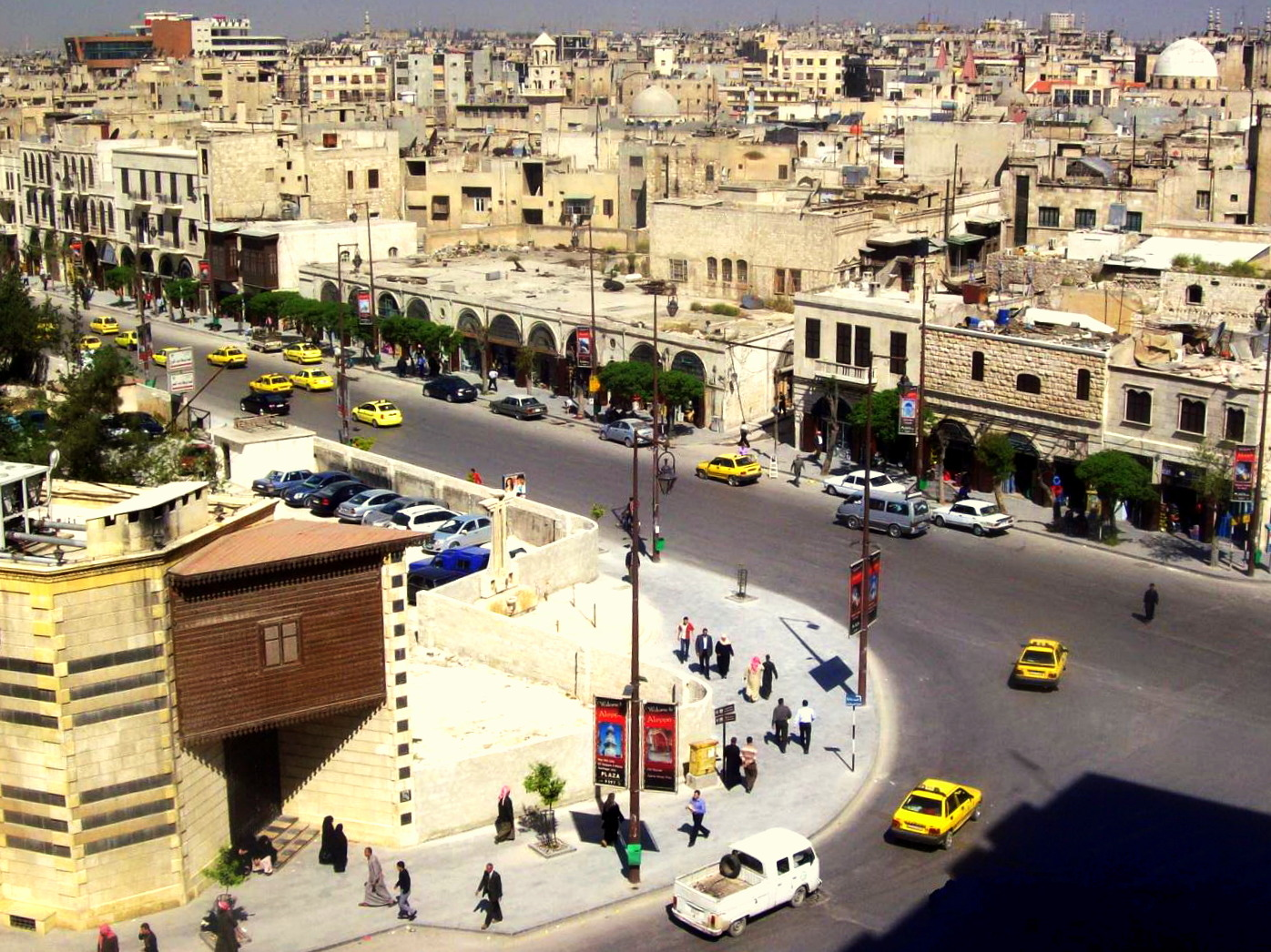
Старый христианский квартал Ждейде, Алеппо
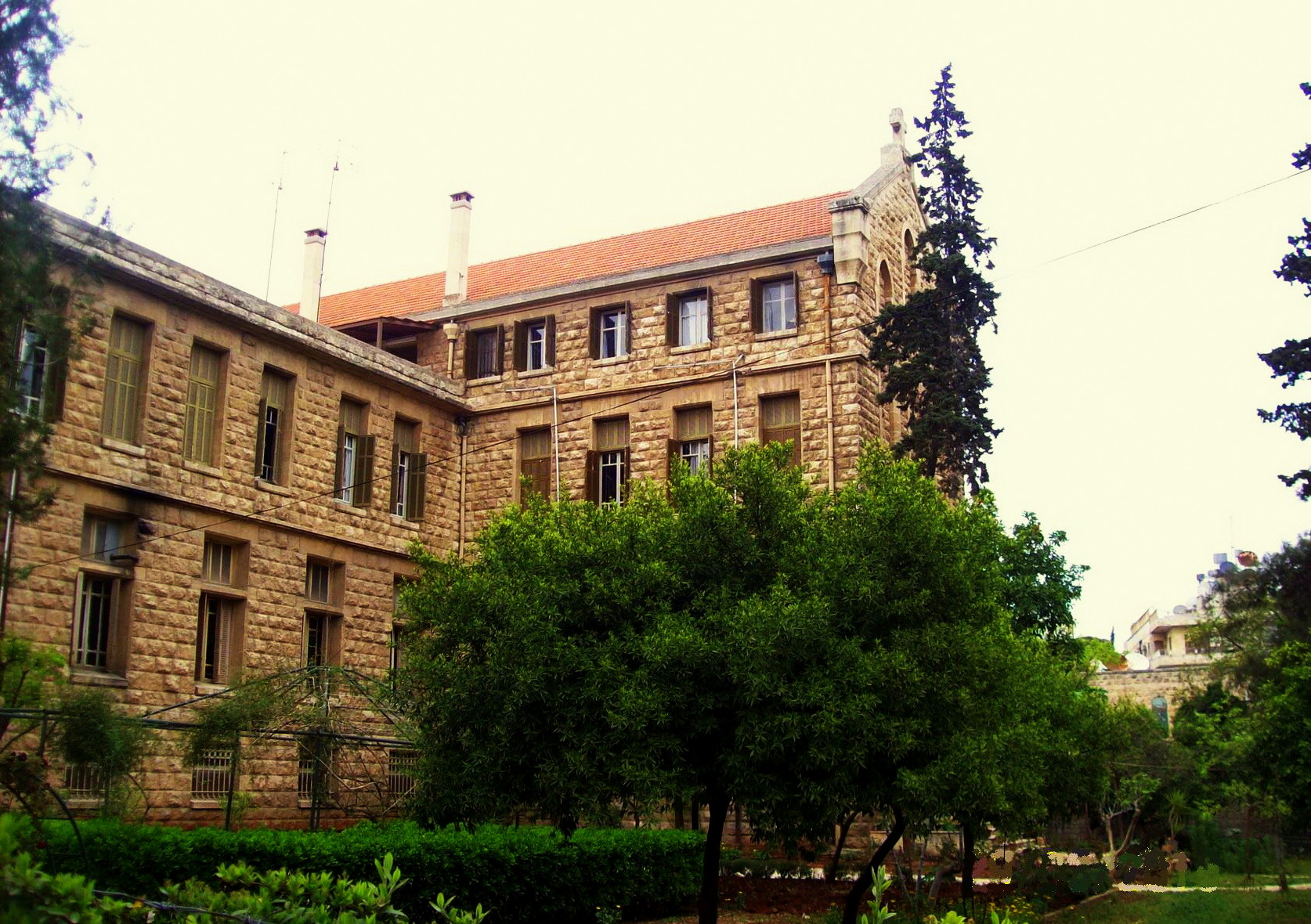
Монастырь Францисканки Миссионерки Марии в Алеппо
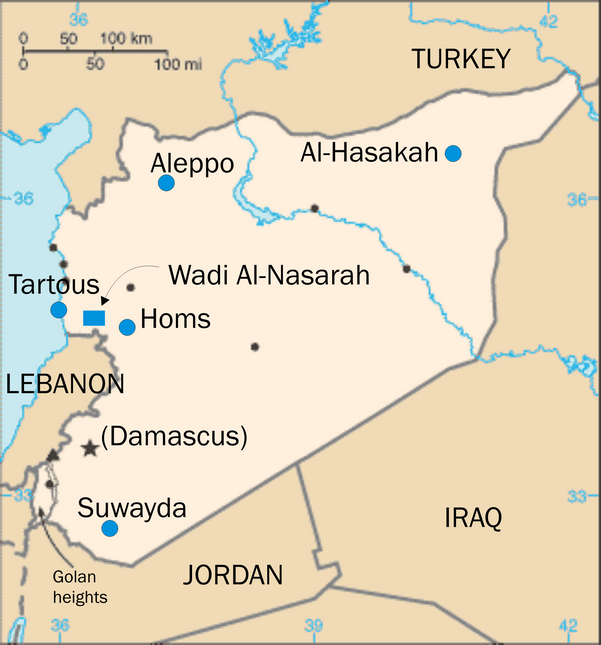
Карта мест в Сирии со значительным христианским населением